# Cirrus SR22
Cirrus SR22 je enomotorno visokosposobno športno letalo ameriškega proizvajalca Cirrus Aircraft. Zasnovan je na osnovi Cirrus SR20, ima pa večje krilo, večjo kapaciteto goriva, močnejši 310 KM motor in boljše letalne sposobnosti. Grajen je večinoma iz kompozitnih materialov. Ima fiksno (neuvlačljivo) pristajalno podvozje tipa tricikel. Med taksiranjem se letalo usmerja z diferencialnim zaviranjem glavnih koles. 
Letalo ima balistično reševalno padalo (Cirrus Aircraft Parachute System - CAPS) za primere ko odpove motor ali pa druge nevarnosti. Padalo se odpre s pomočjo majhnega eksplozivnega naboja. Tako celotno letalo vključno s potniki varno pristane. 
Poganja ga 310 KM motor Continental IO-550-N.
Leta 2004 so predstavili drugo generacijo SR22 G2 in leta 2007 pa SR22 G3. Leta 2006 je bil predstavljen tudi SR22 Turbo s turbopolnilnikom. Največja hitrost je 219 vozlov (406 km/h), kar je veliko za letalo z neuvlačljivim podvozjem.
Leta 2013 so predstavili SR22 G5. Glavne novosti je povečana bruto teža na 1.633 kg in standardna petsedežna konfiguracija. 
SR22 je bil več let najbolj prodajano enomotorno štirisedežno športno letalo.

## Tehnične specifikacije (SR22)
Podatki iz Cirrus website and the Incomplete Guide to Airfoil Usage
Splošne značilnosti
- Posadka: 1
- Število sedežev: 3 potniki (skupaj 4)
- Dolžina: 26 ft 0 in (7,92 m)
- Razpon kril: 38 ft 4 in (11,68 m)
- Višina: 8 ft 11 in (2,72 m)
- Aeroprofil: Roncz Airfoil
- Teža praznega letala: 2.225 lb (1.009 kg)
- Bruto teža: 3.600 lb (1.633 kg)
- Kapaciteta goriva: 92 Am. galon  (348 litrov)
- Pogon letala: 1 × Continental IO-550-N Šestvaljni protibatni, 310 hp (230 kW)
- Propelerji: št. lopatic: 3

Zmogljivost
- Potovalna hitrost: 183 kn (211 mph; 339 km/h)
- Hitrost pri porušitvi vzgona: 60 kn (69 mph; 111 km/h) s spuščenimi zakrilci
- Doseg: 1.049 nmi (1.207 mi; 1.943 km) z rezervami in 65% močjo
- Višina leta (servisna): 17.500 ft (5.300 m)
- Hitrost vzpenjanja: 1.270 ft/min (6,5 m/s)